# Susette La Flesche
Susette La Flesche, född 1854, död 1903, var en amerikansk aktivist. Hon var verksam för de amerikanska ursprungsinnevånarnas rättigheter. 
Hon är inkluderad i National Women's Hall of Fame. 